# Daniel Higiénico
Daniel Soler, más conocido como Daniel Higiénico (Barcelona, 1960), es un artista español polifacético, que destaca fundamentalmente como cantante y compositor. Además también destaca como escritor, habiendo publicado varios libros. Pese a que nació en Barcelona, vive en Palma de Mallorca. 

## Biografía
Pese a sus múltiples expresiones, alcanzó la fama en España durante la segunda mitad de los años 90, gracias al grupo Daniel Higiénico y la Quartet de Baño Band, especialmente gracias a su personaje «El Hombre Cucaracha». En 2001 abandonó Palma de Mallorca y se trasladó a Barcelona. Desde entonces autoedita sus propios trabajos.  
Pese a que nunca ha alcanzado los primeros puestos de las listas de éxitos Daniel se ha hecho con un hueco en el panorama musical español, con once discos en el mercado, tres libros y diversos espectáculos teatrales. También ha colaborado con grandes artistas como Lichis de La Cabra Mecánica. Actualmente sigue actuando en bares, salas, teatros, etc., con sus espectáculos en solitario, a dúo y con banda ¡Que vello es bibir!, Daniel Higiénico Blues Experience, Esperando a Robin Hood y Demasiado viejo para el reggaeton, demasiado joven para morir.
Daniel es un artista prácticamente inclasificable pero sus temas destacan por sus letras ingeniosas, políticamente incorrectas e irreverentes y sus ritmos pegadizos, en muchas ocasiones acercándose más al teatro que a la canción.